# Gorbunovsxina
Gorbunovsxina (en rus: Горбуновщина) és un poble de l'óblast de Kírov, a Rússia, segons el cens del 2010 tenia 7. Pertany al districte d'Arbaj.